# Bockwurst
Bockwurst (Salsicha Bock ou simplesmente Bock, no Brasil) é um tipo de salsicha oriundo da culinária da Alemanha. É uma salsicha confeccionada tradicionalmente com carne de vitela e de porco (com uma maior tendência para a vitela, ao contrário da bratwurst). Na Alemanha moderna, porém, é fabricada com diversos tipos de carne picada, tais como porco, borrego, peru, frango e, mais raramente, de carne de cavalo. No norte da Alemanha, existe inclusivamente uma versão de bockwurst feita com peixe. A bockwurst é temperada com sal, pimenta branca e páprica. A tripa usada para envolver a salsicha é natural.
Durante a fabricação, a carne da salsicha é cozida e usada para encher a tripa. Em seguida, o produto é defumado durante algumas semanas. Esse processo dá a salsicha o seu tom alaranjado. Na Alemanha, o processo de elaboração destas salsichas é submetido a um controle legal rigoroso (um reinheitsgebot especial para a bockwurst).

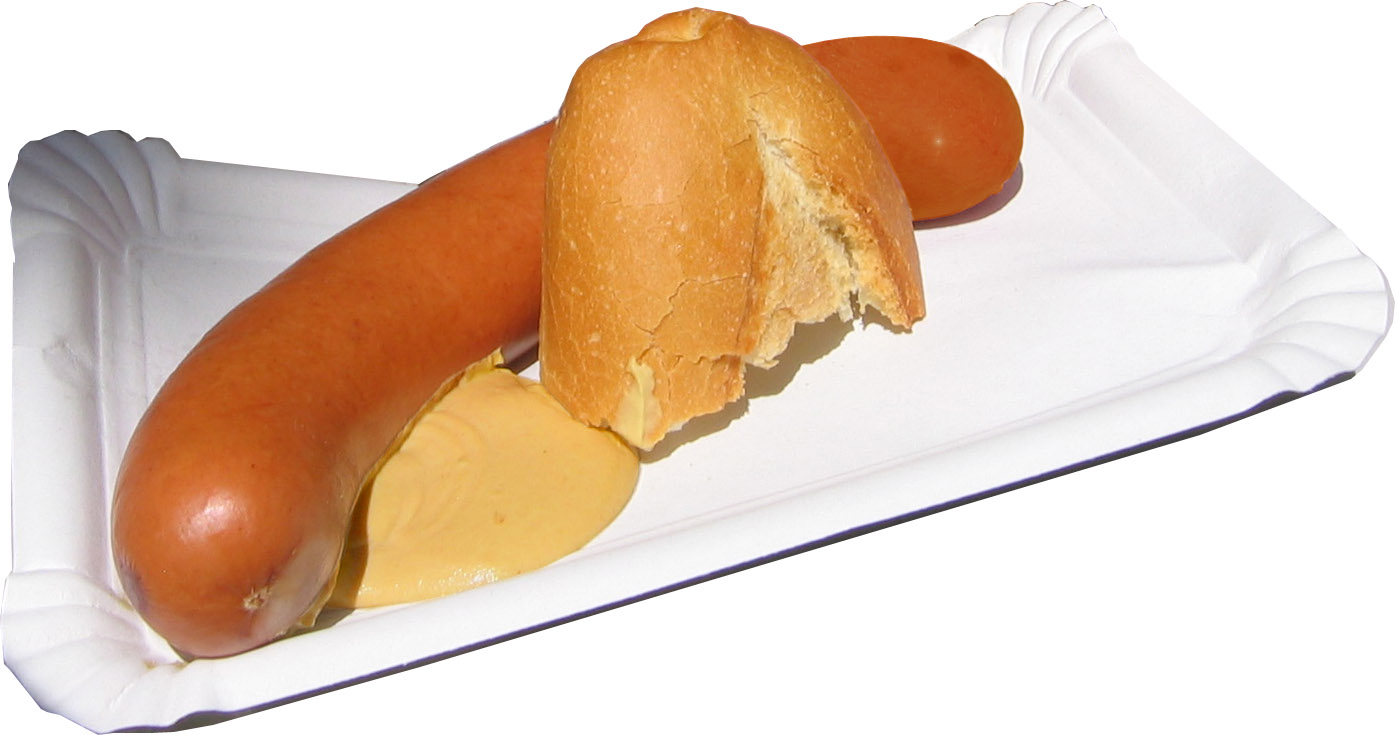
Bockwurst servido com pão.

Originalmente, a bockwurst era consumida com cerveja do tipo bock e é normalmente servida com mostarda quente. Sendo uma salsicha de invólucro comestível, é normalmente escaldada em água fervente, podendo também ser grelhada. Quando é muito cozida, o invólucro pode abrir-se. Idealmente, dever parar-se de cozer antes disso acontecer, para evitar que a salsicha perca sabor para a água.
A bockwurst é uma das salsichas mais consumidas na Alemanha. Foi inventada em 1889 por R. Scholtz, de Berlim, quando possuía um restaurante .
Em Portugal, é possível encontrar estas salsichas em supermercados, conservadas em frascos. 